# Arsenale di Dum Dum
L'arsenale di Dum-Dum fu un deposito dell'esercito britannico situato vicino alla città di Dum Dum (presso Calcutta) nell'odierno Bengala occidentale, India.
L'arsenale fu al centro della rivolta indiana del 1857 e l'esercito distribuì all'arsenale proiettili utilizzati per la caccia agli animali.
Fu qui che il capitano Neville Bertie-Clay sviluppò i proiettili "Dum-dum bullet" (Mark IV cartridge), un proiettile progettato per espandersi nella carne. Questo fu il primo proiettile ad espansione per usi militari, più tardi bandito dalla convenzione internazionale.
Il 7 di dicembre 1908 nell'arsenale Dum-Dum si verificò accidentalmente una grave esplosione, in seguito alla quale risultarono morti o feriti circa 50 nativi.